# Susan Atkins

Atkins nos anos 2000 e em 1970, na época de seu julgamento, como integrante da Família Manson.

Susan Denise Atkins (San Gabriel, 7 de maio de 1948 — Chowchilla, 24 de setembro de 2009) foi uma homicida norte-americana, ex-integrante da Família Manson, liderada por Charles Manson.
Manson e seus seguidores cometeram nove crimes na Califórnia num período de cinco semanas, durante o verão de 1969. Atkins participou e foi condenada por oito destes crimes, incluindo o mais famoso deles, o Caso Tate-LaBianca, o assassinato da atriz Sharon Tate e de mais seis pessoas em Los Angeles, em 9/10 de agosto daquele ano.
Conhecida pelo pseudônimo de Sadie Mae Glutz entre os integrantes da seita hippie, Atkins foi condenada à morte em 1971, pena depois convertida em prisão perpétua. Encontrava-se encarcerada na Califórnia desde sua prisão, em 1 de outubro de 1969, sendo a mais antiga presa do estado, e teve dezoito pedidos de liberdade condicional  – permitidos no sistema jurídico norte-americano a alguns condenados à prisão perpétua após determinado número de anos presos, especificado em sentença judicial - negados pela Justiça do estado nos mais de trinta anos entre sua prisão e morte.
Atkins foi quem apunhalou Tate, grávida de oito meses, junto com outro dos assassinos, Charles "Tex" Watson, e argumentou estar sob os efeitos de LSD no momento do assassinato, mas não mostrou arrependimento até uma revisão de sua pena anos depois.
Segundo seu testemunho às autoridades, Tate rogou a seus assassinos que deixassem com vida ao bebê que esperava. "Disse-lhe que não tinha misericórdia dela", respondeu Atkins, segundo suas próprias palavras.

## Prisão e apelos
Atkins se converteu à religião na prisão em 1974 e tornou-se cristã-nova. Publicou um livro, Child of Satan, Child of God, em 1977, em que relata suas experiências com a Família Manson, sua conversão religiosa e seus anos na prisão; casou-se duas vezes, em 1980 e 1987, a segunda com um advogado quinze anos mais novo, que  se tornou seu representante legal nas audiências de apelação por liberdade condicional e manteve um site na Internet, dedicado a uma campanha pela libertação da mulher.
Na audiência para o pedido de liberdade condicional de 2000, em que havia a real possibilidade de Susan ser libertada após 31 anos presa graças a seu bom comportamento, conversão religiosa e sua ajuda em salvar as vidas de dois internos da prisão onde se encontrava, a irmã mais nova de Sharon Tate, Debra, incansável em sua campanha, depois da morte da mãe Doris, em manter os assassinos na cadeia pelo resto da vida, leu uma declaração de seu pai e de Sharon, Paul Tate, escrita pouco antes da morte dele que dizia: ‘Trinta e um anos atrás, eu sentei aqui nesta corte e assisti a um julgamento. Vi uma jovem mulher que interrompia os depoimentos, gritava insultos e ria, mesmo quando descrevia os últimos momentos de vida de minha filha. Minha família foi cortada em pedaços. Se Susan Atkins for libertada para voltar para a sua, onde está a justiça?’ O apelo pela liberdade de Atkins foi negado.
Depois de processar, e perder, o estado da Califórnia em 2002, por se dizer ‘uma presa política nos Estados Unidos’, devido às diversas negativas de seus pedidos de perdão, em junho de 2005 ela voltou à nova audiência  de apelação, à qual compareceram vários familiares das vítimas de seus crimes, incluindo os familiares do cabeleireiro de Sharon, Jay Sebring, que requisitaram ao juiz que negasse o pedido. Ela recebeu nova negativa válida por quatro anos, de um máximo de cinco previsto por lei, o que lhe daria direito a fazer novo requerimento apenas em 2009.

## Morte
Um comitê de avaliação da Califórnia negou, no dia 2 de setembro de 2009, de forma unânime, um novo pedido de liberdade condicional feito por seus advogados, mesmo com Susan sofrendo de um câncer terminal. A decisão dos 12 membros do comitê foi tomada após uma longa audiência, durante a qual Atkins esteve presente, sedada em uma maca.
Susan Atkins morreu aos 61 anos, em 24 de setembro de 2009, na California Institute for Women, três semanas após seu último pedido de liberdade, onde cumpria a pena desde 1969, com sua morte sendo anunciada como por causas naturais. Seu marido, James Whitehouse, fez a seguinte declaração: "Susan morreu em paz cercada pelos amigos e por seus entes queridos, apoiada pela incrível equipe do centro médico da prisão... sua última palavra foi 'Amém'... ninguém na face da Terra trabalhou mais para reparar um erro irreparável do que ela.." 
Já era esperado que Susan Atkins viria a morrer na prisão, depois de ter uma perna amputada,  sofrendo de câncer no cérebro e sem conseguir liberdade condicional.
Encarcerada há 40 anos, ela era a mais antiga presa do sistema penitenciário da Califórnia e estava com 85% do corpo paralisado pela doença.